# Четрнаест тачака
Амерички председник Вудро Вилсон издао је 8. јануара 1918. саопштење које је постало познато под именом „Четрнаест тачака“. У свом говору Вилсон је истакао начела слободног тржишта, јавности међудржавних споразума, демократије и заложио се за право народа на самоопредељење. Такође је позвао зараћене стране на прекид сукоба и на разоружање, повлачење Централних сила са окупираних територија. Између осталих, 11. тачка помиње безбедан и сигуран излаз Србије на море.

## Четрнаест тачака
1. Отворени мировни споразуми, до којих се дошло на отворен начин, након чега неће бити тајних међународних споразума било које врсте, већ ће дипломатија наставити да се одвија увек искрено и пред очима јавности.
2. Апсолутна слобода пловидбе морима, изван територијалних вода, како у миру тако и у рату, изузев у водама које су затворене у целости или делом у оквиру међународне акције за осигурање међународних споразума.
3. Уклањање свих економских баријера и успостављање једнакости трговинских услова између свих држава које прихватају мир и њихово повезивање у том циљу.
4. Адекватне гаранције дате и преузете да ће национално наоружање бити умањено на најнижу тачку која је у складу са домаћом безбедношћу.
5. Слободно, отворено и потпуно равноправно прилагођавање свих колонијалних захтева, базирано на строгом поштовању принципа да у одлучивању свих таквих питања суверенитета, интереси становништва ког се ова питања тичу морају имати једнаку тежину као и праведни захтеви влада чији статус треба да се одреди.
6. Напуштање свих руских територија, и такво решење свих питања која се тичу Русије, које ће осигурати најбољу и најслободнију сарадњу свих осталих држава у свету у стварању неометане и непонижавајуће прилике за њу за независно одређивање свог сопственог политичког развоја и државне политике, и осигурати јој искрену добродошлицу у друштво слободних држава на начин који она одабере; и, више него добродошлу, помоћ сваке врсте која може да јој затреба и коју може да пожели. Опхођење према Русији од стране њених сестринских држава у месецима који следе ће бити лакмус тест њихове добре воље, њиховог разумевања њених потреба одвојеног од њихових сопствених интереса, и њиховог интелигентног и несебичног саосећања.
7. Белгија, цели свет ће се сложити, мора да буде напуштена и поново успостављена, без било каквих покушаја да се ограничи суверенитет који она ужива заједно са свим другим слободним државама. Ниједан други појединачни акт неће служити као што ће ово служити у сврху враћања поверења међу државама у законе које су оне саме поставиле и одредиле за владавину њихових међусобних односа. Без овог чина оздрављења, читава структура и валидност међународног права би била заувек оштећена.
8. Све француске територије треба да буду ослобођене и делови који су претрпели инвазију буду враћени, и неправда учињена Француској од стране Пруске 1871 по питању Алзаса и Лорене, која је узнемиравала светски мир готово педесет година, треба да буде исправљена, како би мир поново могао да буде осигуран у интересу свих.
9. Прилагођавање граница Италије треба да буде спроведено дуж јасно препознатљивих линија националности.
10. Народи Аустроугарске, чије место међу народима желимо да заштитимо и осигурамо, треба да добију најслободнију прилику за аутономни развој.[2]
11. Румунија, Србија, и Црна Гора треба да буду напуштене; окупиране територије да буду враћене; Србији треба дати слободан и сигуран приступ мору; и међусобни односи неколико балканских држава треба да буду одређени пријатељским саветовањем дуж историјски успостављених линија припадности и националности; и треба да буду дате међународне гаранције политичке и економске независности и територијалног интегритета неколико балканских држава.
12. Турском делу садашњег Отоманског царства треба да буде осигуран безбедни суверенитет, али осталим народностима које су сада под турском влашћу треба да буде осигурана несумњива безбедност живота и апсолутно неузнемирена прилика за аутономни развој, а Дарданели треба да буду стално отворени за слободан пролаз бродова и трговину свих нација под међународним гаранцијама.
13. Независна пољска држава треба да буде успостављена, тако да укључује територије које насељава неспорно пољско становништво, и овој држави треба да буде осигуран слободан и сигуран приступ мору, а њену политичку и економску независност и територијални интегритет треба да гарантује међународни споразум
14. Општа асоцијација нација мора бити формирана по специфичним споразумима у циљу остваривања узајамних гаранција политичке независности и територијалног интегритета како великих, тако и малих држава.